# إيجور سيسويف
إيجور سيسويف (بالروسية: Игорь Владимирович Сысоев)‏ (و. 1970  م) هو عالم حاسوب، ومهندس، ومبرمج، ورائد أعمال من الاتحاد السوفيتي، وروسيا، ولد في ألماتي.

## التعليم
تعلم في جامعة موسكو التقنية الحكومية.